# ديانت غاريت
ديانت غاريت (بالإنجليزية: Diante Garrett)‏ مواليد 3 نوفمبر 1988 في ميلواكي، هو لاعب كرة سلة أمريكي بدأ مسيرته الاحترافية في سنة 2011 ويحمل الرقم 8. يبلغ طوله 6 قدم 4 بوصة (1.9 م). لعب كرة السلة الجامعية في جامعة ولاية آيوا

## فرق لعب لها
- جاي إس إف نانتير
- فينيكس صنز
- يوتاه جاز

## إحصائيات المسيرة

### الموسم الاعتيادي
| السنة   | الفريق     | لعب | بدأ | دقيقة | ميداني% | ثلاثية | حرة  | ارتداد | صنع | استلاب | تصدي | نقطة |
| ------- | ---------- | --- | --- | ----- | ------- | ------ | ---- | ------ | --- | ------ | ---- | ---- |
| 2012–13 | فينيكس صنز | 19  | 0   | 7.8   | .327    | .200   | .500 | .8     | 1.6 | .5     | .0   | 2.1  |
| 2013–14 | يوتاه جاز  | 71  | 0   | 14.8  | .381    | .375   | .833 | 1.4    | 1.7 | .6     | .1   | 3.5  |
| المسيرة |            | 90  | 0   | 13.3  | .373    | .351   | .682 | 1.2    | 1.7 | .6     | .1   | 3.2  |

## روابط خارجية
- ديانت غاريت على موقع الدوري الأوروبي لكرة السلة (الإنجليزية)
- ديانت غاريت على موقع إن بي أي (الإنجليزية)
- ديانت غاريت على موقع سبورتس رفرنس (الإنجليزية)
- ديانت غاريت على موقع كرة السلة الأوروبية.كوم (الإنجليزية)
- ديانت غاريت على موقع DraftExpress.com (الإنجليزية)
- ديانت غاريت على موقع كلية كرة السلة في سبورتس رفرنس.كوم (الإنجليزية)
- ديانت غاريت على موقع ريلجم (الإنجليزية)
- ديانت غاريت على موقع بروبوليرز (الإنجليزية)
- ديانت غاريت على موقع سبورتس رفرنس (الإنجليزية)
- ديانت غاريت على موقع سبورتس رفرنس (الإنجليزية)